# Argeliers
Ne doit pas être confondu avec Argelliers.
Argeliers (prononcé en français : [aʁʒəlje] ) est une commune française située dans le département de l'Aude, en région Occitanie.
Sur le plan historique et culturel, la commune fait partie du Narbonnais, un pays comprenant Narbonne et sa périphérie, le massif de la Clape et la bande lagunaire des étangs. Exposée à un climat méditerranéen, elle est drainée par le canal du Midi, le ruisseau de la Nazoure et par divers autres petits cours d'eau. La commune possède un patrimoine naturel remarquable composé de deux zones naturelles d'intérêt écologique, faunistique et floristique.
Argeliers est une commune rurale qui compte 2 128 habitants en 2022, après avoir connu une forte hausse de la population depuis 1975. Elle appartient à l'unité urbaine d'Argeliers et fait partie de l'aire d'attraction de Narbonne. Ses habitants sont appelés les Argeliésois ou Argeliésoises.
Le patrimoine architectural de la commune comprend un immeuble protégé au titre des monuments historiques : le château, inscrit en 1951.

## Géographie

### Localisation
Argeliers est une commune de l'aire urbaine de Narbonne, le village se situe au pied des premières collines au nord de la plaine de Narbonne. Elle est limitrophe du département de l'Hérault.
Elle est bordée à l'est par le canal du Midi qui fait une boucle pénétrant presque dans le village. Un port y est aménagé pour les péniches des estivants. Au nord-ouest, le Pech de Bize s'élève formant une frontière naturelle avec Bize-Minervois. Au sud, la route départementale appelée « Minervoise » dessert les différentes entrées du village.

### Communes limitrophes
Les communes limitrophes sont Bize-Minervois, Ginestas, Mirepeisset, Ouveillan, Sallèles-d'Aude, Cruzy et Montouliers.
|                | Montouliers (Hérault) | Cruzy (Hérault) |
| Bize-Minervois | Argeliers             | Ouveillan       |
| Ginestas       | Mirepeisset           | Sallèles-d'Aude |

### Géologie et relief
Argeliers se situe en zone de sismicité 2 (sismicité faible).

### Voies de communication et transports
La commune est desservie par la ligne 20 des Autobus de Narbonne.

### Hydrographie
La commune est dans la région hydrographique « Côtiers méditerranéens », au sein du bassin hydrographique Rhône-Méditerranée-Corse. Elle est drainée par le canal du Midi, le ruisseau de la Nazoure, le ruisseau de Pécouré, le ruisseau des Gours et le ruisseau du Rozé, constituant un réseau hydrographique de 8 km de longueur totale,.
Le canal du Midi, d'une longueur totale de 239,8 km, est un canal de navigation à bief de partage qui relie Toulouse à la mer Méditerranée depuis le xviie siècle. Il traverse la commune à l'est du bourg.

### Climat
Pour des articles plus généraux, voir Climat de l'Occitanie et Climat de l'Aude.
En 2010, le climat de la commune est de type climat méditerranéen franc, selon une étude s'appuyant sur une série de données couvrant la période 1971-2000. En 2020, Météo-France publie une typologie des climats de la France métropolitaine dans laquelle la commune est exposée à un climat méditerranéen et est dans la région climatique Provence, Languedoc-Roussillon, caractérisée par une pluviométrie faible en été, un très bon ensoleillement (2 600 h/an), un été chaud (21,5 °C), un air très sec en été, sec en toutes saisons, des vents forts (fréquence de 40 à 50 % de vents > 5 m/s) et peu de brouillards.
Pour la période 1971-2000, la température annuelle moyenne est de 15 °C, avec  une amplitude thermique annuelle de 16 °C. Le cumul annuel moyen de précipitations est de 619 mm, avec 5,9 jours de précipitations en janvier et 2,5 jours en juillet. Pour la période 1991-2020 la température moyenne annuelle observée sur la station météorologique installée sur la commune est de 15,8 °C et le cumul annuel moyen de précipitations est de 624,7 mm,. Pour l'avenir, les paramètres climatiques de la commune estimés pour 2050 selon différents scénarios d’émission de gaz à effet de serre sont consultables sur un site dédié publié par Météo-France en novembre 2022.
| Mois                                  | jan.             | fév.             | mars           | avril           | mai             | juin            | jui.           | août           | sep.           | oct.          | nov.            | déc.          | année      |
| ------------------------------------- | ---------------- | ---------------- | -------------- | --------------- | --------------- | --------------- | -------------- | -------------- | -------------- | ------------- | --------------- | ------------- | ---------- |
| Température minimale moyenne (°C)     | 3,8              | 3,7              | 6,1            | 8,4             | 12              | 15,6            | 17,9           | 17,6           | 14,2           | 11,6          | 7,3             | 4,5           | 10,2       |
| Température moyenne (°C)              | 8                | 8,7              | 11,6           | 14,2            | 18              | 22,2            | 24,8           | 24,6           | 20,7           | 16,7          | 11,7            | 8,7           | 15,8       |
| Température maximale moyenne (°C)     | 12,3             | 13,6             | 17,2           | 20              | 24              | 28,8            | 31,7           | 31,5           | 27,2           | 21,8          | 16,1            | 12,8          | 21,4       |
| Record de froid (°C) date du record   | −10,8 16.01.1985 | −14,5 05.02.1963 | −13 10.03.1964 | −2 10.04.1949   | 1 04.05.1967    | 6,1 04.06.01    | 8,5 12.07.1956 | 8,4 30.08.1993 | 3,7 28.09.1972 | −2 30.10.12   | −8,9 22.11.1998 | −9 25.12.1970 | −14,5 1963 |
| Record de chaleur (°C) date du record | 24 05.01.18      | 25 27.02.19      | 30,3 21.03.02  | 34,2 13.04.1949 | 37,5 30.05.1947 | 42,5 29.06.1947 | 41 14.07.1949  | 43,4 10.08.25  | 39,2 06.09.16  | 33,6 03.10.11 | 27,3 06.11.15   | 23,2 23.12.22 | 43,1 2023  |
| Précipitations (mm)                   | 59               | 45,7             | 52,7           | 61              | 47,1            | 33,5            | 16,5           | 33,4           | 56,5           | 100,3         | 70,9            | 48,1          | 624,7      |

### Milieux naturels et biodiversité
L’inventaire des zones naturelles d'intérêt écologique, faunistique et floristique (ZNIEFF) a pour objectif de réaliser une couverture des zones les plus intéressantes sur le plan écologique, essentiellement dans la perspective d’améliorer la connaissance du patrimoine naturel national et de fournir aux différents décideurs un outil d’aide à la prise en compte de l’environnement dans l’aménagement du territoire. Une ZNIEFF de type 1 est recensée sur la commune :
la « plaine agricole d'Ouveillan » (1 902 ha), couvrant 7 communes dont 4 dans l'Aude et 3 dans l'Hérault et une ZNIEFF de type 2, : le « Haut Minervois » (21 605 ha), couvrant 26 communes dont 5 dans l'Aude et 21 dans l'Hérault.

Carte des ZNIEFF de type 1 et 2 à Argeliers.
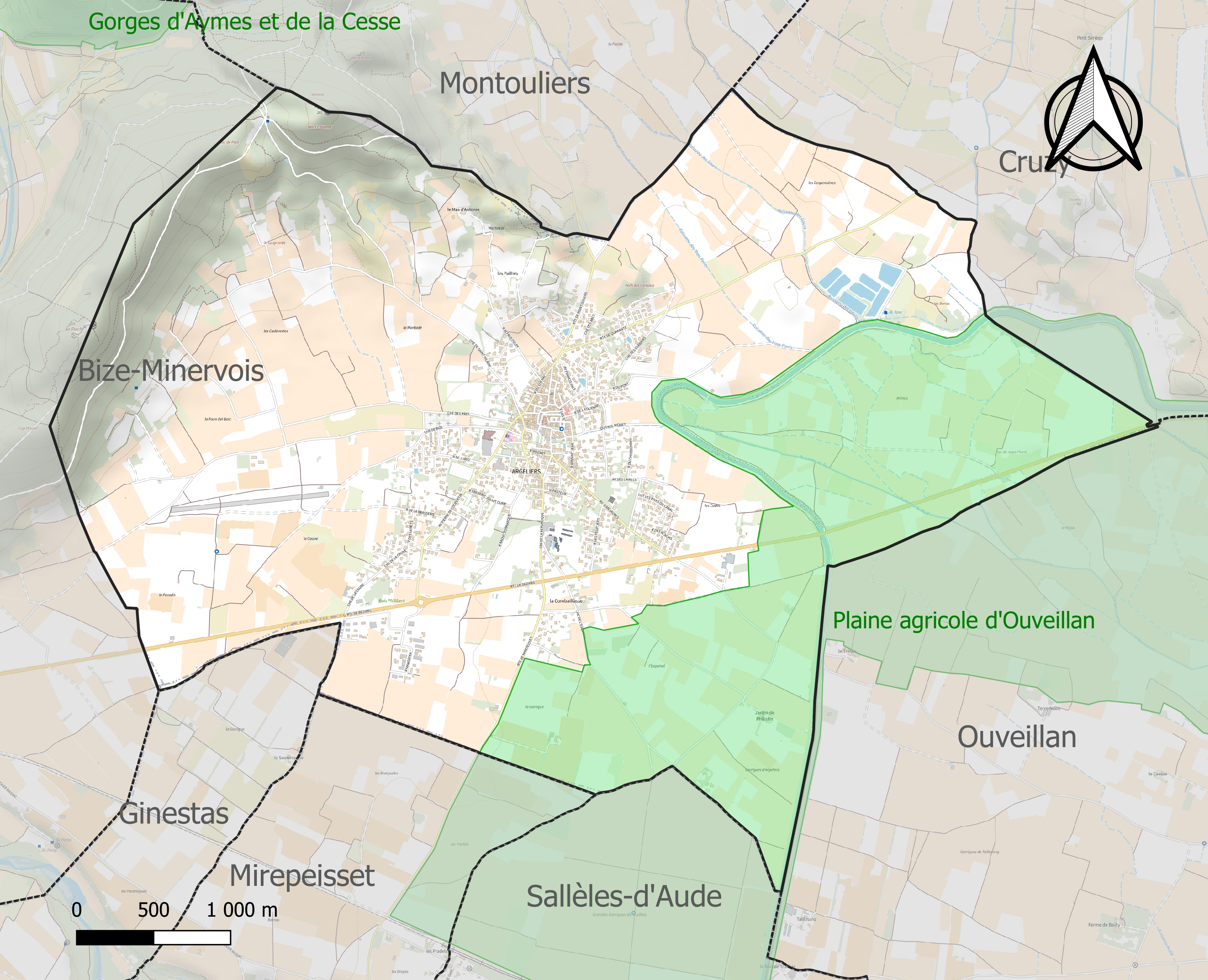
Carte de la ZNIEFF de type 1 sur la commune.
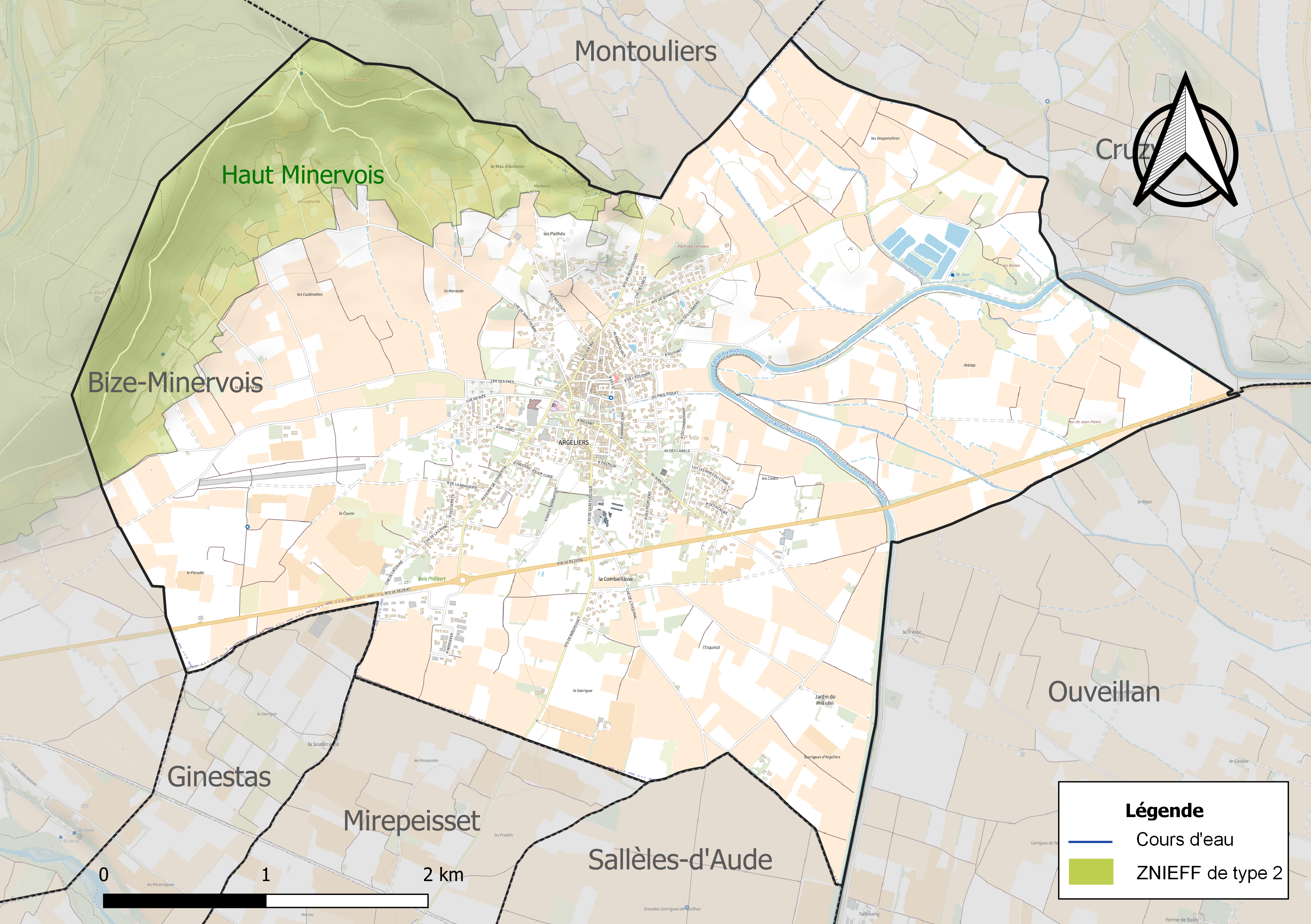
Carte de la ZNIEFF de type 2 sur la commune.

## Urbanisme

### Typologie
Au 1er janvier 2024, Argeliers est catégorisée bourg rural, selon la nouvelle grille communale de densité à 7 niveaux définie par l'Insee en 2022.
Elle appartient à l'unité urbaine d'Argeliers, une unité urbaine monocommunale constituant une ville isolée,. Par ailleurs la commune fait partie de l'aire d'attraction de Narbonne, dont elle est une commune de la couronne,. Cette aire, qui regroupe 71 communes, est catégorisée dans les aires de 50 000 à moins de 200 000 habitants,.

### Occupation des sols
L'occupation des sols de la commune, telle qu'elle ressort de la base de données européenne d’occupation biophysique des sols Corine Land Cover (CLC), est marquée par l'importance des territoires agricoles (78,9 % en 2018), en diminution par rapport à 1990 (83,2 %). La répartition détaillée en 2018 est la suivante : cultures permanentes (73,6 %), zones urbanisées (12,1 %), forêts (5,8 %), milieux à végétation arbustive et/ou herbacée (3,2 %), prairies (3 %), zones agricoles hétérogènes (2,3 %). L'évolution de l’occupation des sols de la commune et de ses infrastructures peut être observée sur les différentes représentations cartographiques du territoire : la carte de Cassini (XVIIIe siècle), la carte d'état-major (1820-1866) et les cartes ou photos aériennes de l'IGN pour la période actuelle (1950 à aujourd'hui).

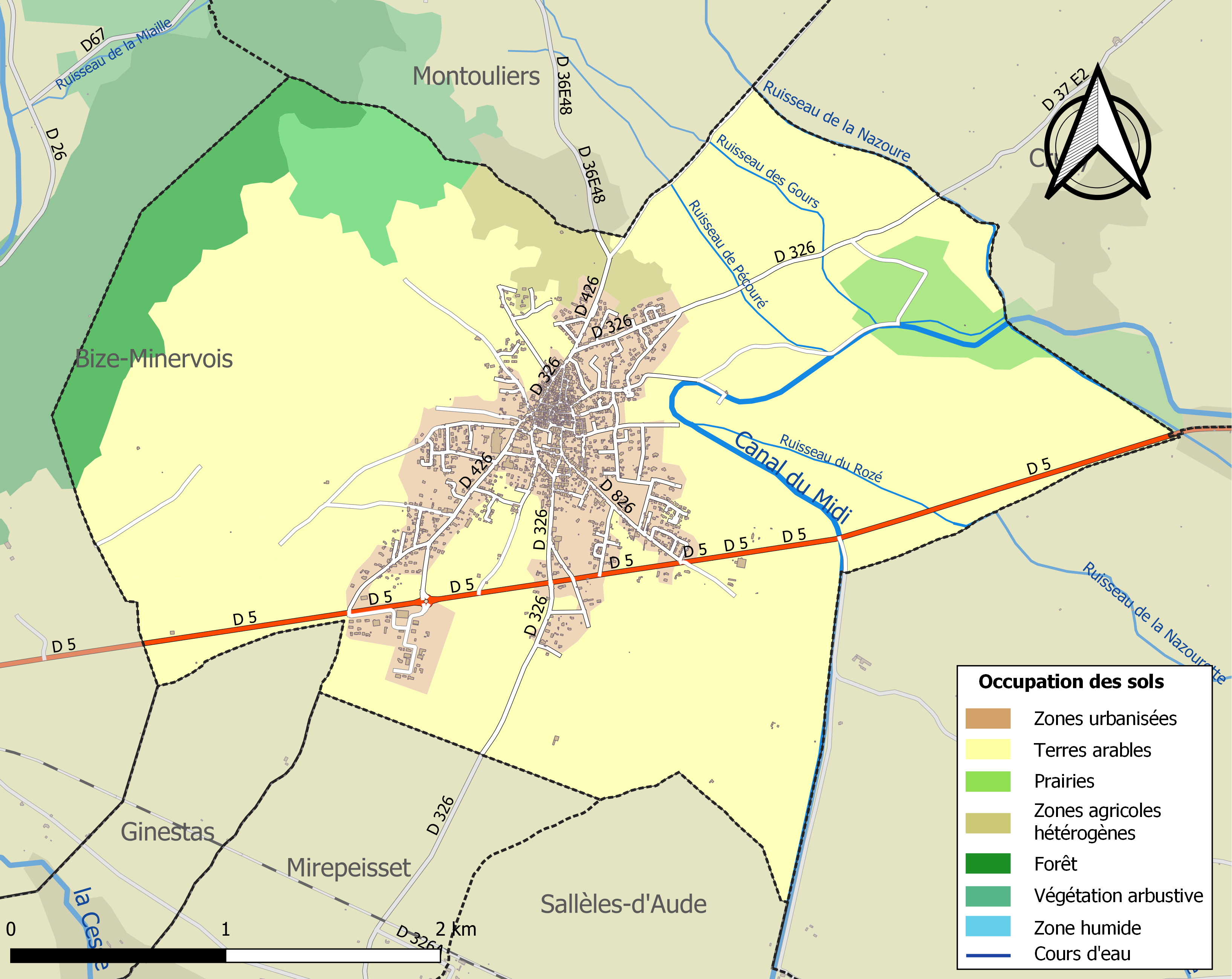
Carte des infrastructures et de l'occupation des sols de la commune en 2018 (CLC).

### Risques majeurs
Le territoire de la commune d'Argeliers est vulnérable à différents aléas naturels : météorologiques (tempête, orage, neige, grand froid, canicule ou sécheresse), inondations, feux de forêts et séisme (sismicité faible). Il est également exposé à un risque technologique, le transport de matières dangereuses. Un site publié par le BRGM permet d'évaluer simplement et rapidement les risques d'un bien localisé soit par son adresse soit par le numéro de sa parcelle.

#### Risques naturels
Certaines parties du territoire communal sont susceptibles d’être affectées par le risque d’inondation par débordement de cours d'eau, notamment le canal du Midi. La commune a été reconnue en état de catastrophe naturelle au titre des dommages causés par les inondations et coulées de boue survenues en 1982, 1992, 1994, 1996, 1999, 2005, 2006 et 2009,.

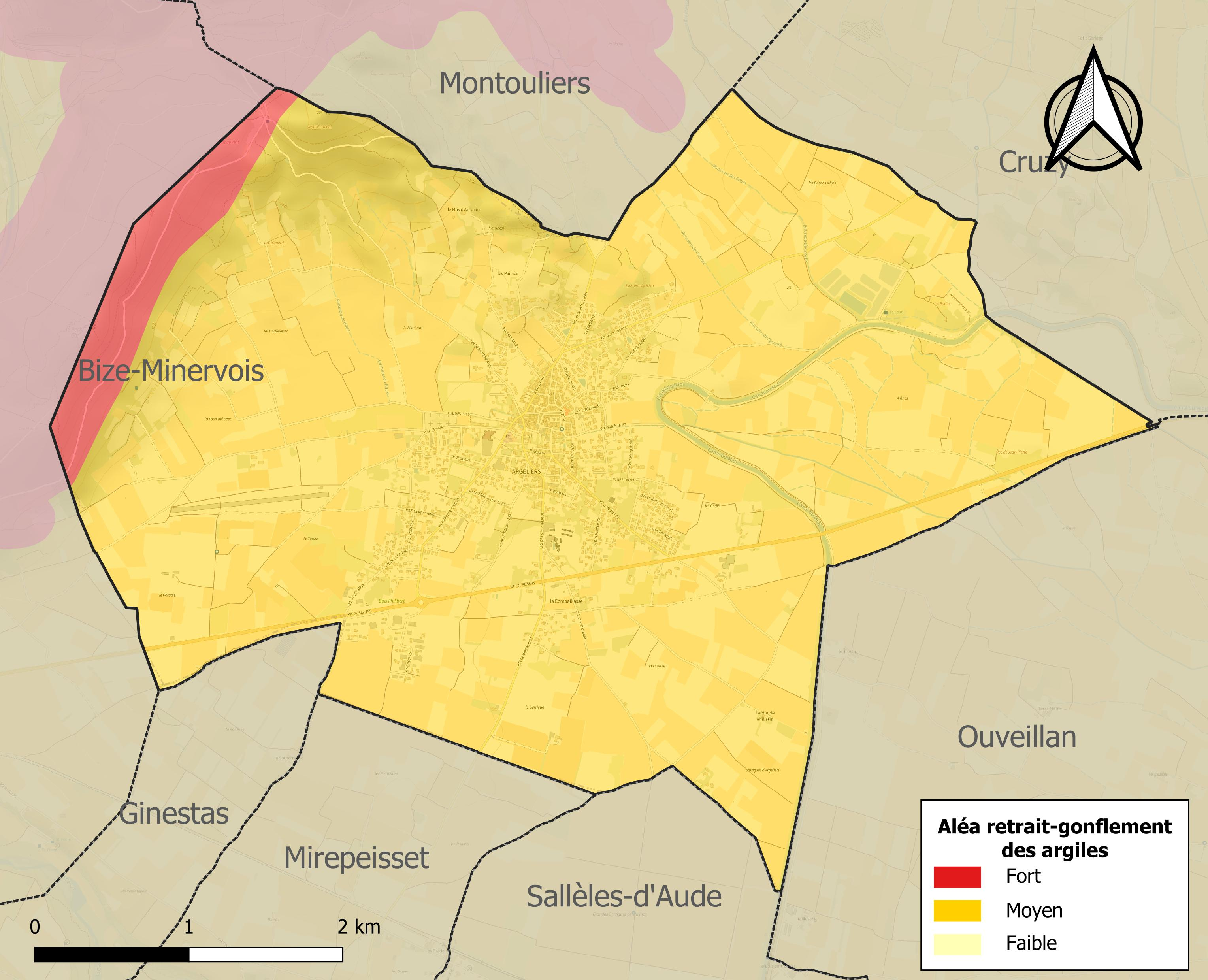
Carte des zones d'aléa retrait-gonflement des sols argileux d'Argeliers.

Le retrait-gonflement des sols argileux est susceptible d'engendrer des dommages importants aux bâtiments en cas d’alternance de périodes de sécheresse et de pluie. La totalité de la commune est en aléa moyen ou fort (75,2 % au niveau départemental et 48,5 % au niveau national). Sur les 1 053 bâtiments dénombrés sur la commune en 2019, 1053 sont en aléa moyen ou fort, soit 100 %, à comparer aux 94 % au niveau départemental et 54 % au niveau national. Une cartographie de l'exposition du territoire national au retrait gonflement des sols argileux est disponible sur le site du BRGM,.

#### Risques technologiques
Le risque de transport de matières dangereuses sur la commune est lié à sa traversée par une route à fort trafic. Un accident se produisant sur une telle infrastructure est en effet susceptible d’avoir des effets graves au bâti ou aux personnes jusqu’à 350 m, selon la nature du matériau transporté. Des dispositions d’urbanisme peuvent être préconisées en conséquence.

## Toponymie
Le nom de la localité est attesté sous la forme de Argeleriis en 1154.
Le toponyme signifie « terrain argileux », « lieu où abonde l'argile ».

## Histoire

### Le comité d'Argeliers

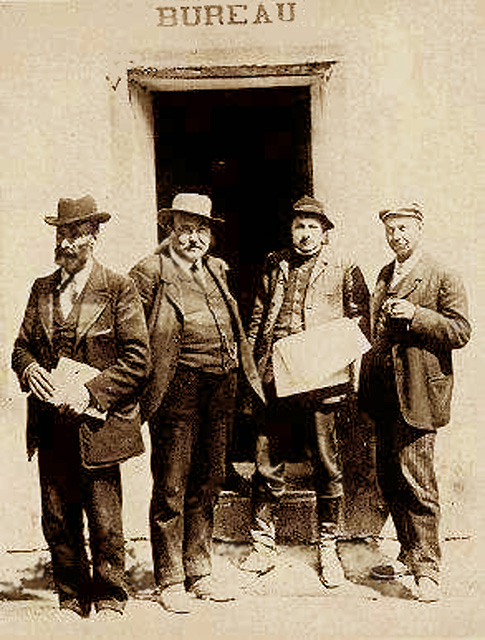
Une partie du Comité d'Argeliers, Marcelin Albert, Marius Cathala, Louis Blanc et le médecin.

Le 11 mars 1907, le signal de la révolte est donné par le, dans le village d'Argeliers. Ils sont menés par Marcelin Albert et Élie Bernard lequel fonde le Comité de défense viticole ou Comité d'Argeliers. Il organise une marche, avec 87 vignerons, vers Narbonne, pour avoir une entrevue avec une commission parlementaire. Après ses dépositions, le Comité de défense fait un tour de ville en chantant pour la première fois La Vigneronne, qui dès ce jour-là devint l'hymne de la révolte des gueux.

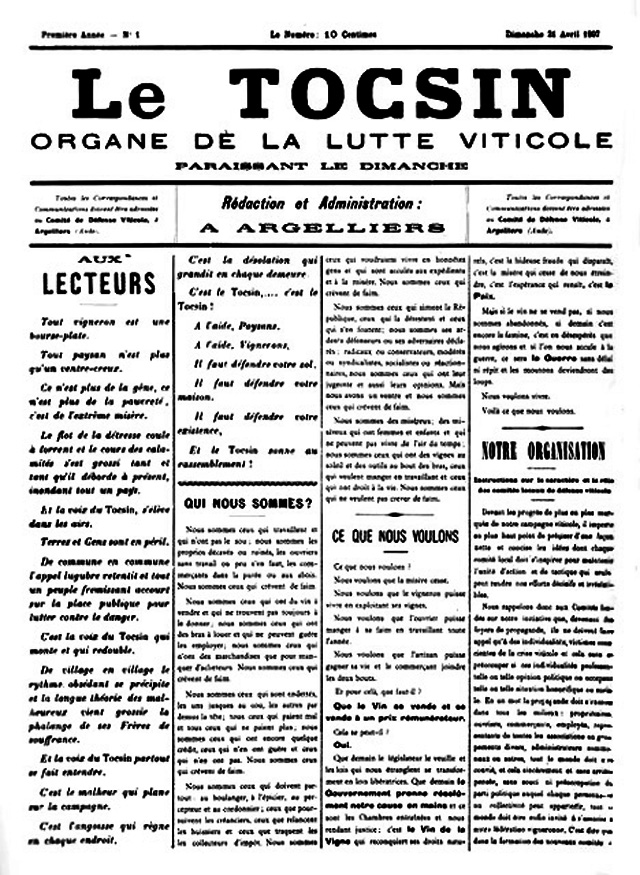
Premier numéro du Tocsin.

Élie Bernard fut nommé plus tard secrétaire général de la Confédération générale de vignerons du Midi. C'est dans le cadre du comité d'Argeliers, qui regroupe tous les producteurs, qu'est préparée la riposte à la crise. Le 14 mars, Albert Sarraut, originaire de Bordeaux, sénateur de l'Aude et sous-secrétaire d’État à l’Intérieur, se fait tancer par Clemenceau pour avoir tenté de plaider la cause de son électorat : « Je connais le Midi, tout ça finira par un banquet » lui affirme Clemenceau, président du Conseil qui siège place Beauvau, au ministère de l'Intérieur.
Le 24 mars, devant 300 personnes se tient un premier meeting organisé par le « Comité d’Argeliers » à Sallèles-d'Aude. Marcelin Albert, se fait remarquer par ses dons d'orateur et son charisme. Pour les viticulteurs présents, il devient l'apôtre, le roi des gueux, le rédempteur. Le principe de tenir chaque dimanche un meeting dans une ville différente est adopté.
Le 21 avril, dix à quinze mille viticulteurs se retrouvent à Capestang. Ce dimanche a lieu la publication du premier numéro du Tocsin édité par le Comité d’Argeliers. C'est un hebdomadaire dont Marcelin Albert assume la direction et Louis Blanc la rédaction. Ce numéro contient une adresse au Parlement afin que soit votée une loi contre la fraude.

## Politique et administration

### Découpage territorial
La commune d'Argeliers est membre de l'intercommunalité Grand Narbonne, un établissement public de coopération intercommunale (EPCI) à fiscalité propre créé le 26 décembre 2002 dont le siège est à Narbonne. Ce dernier est par ailleurs membre d'autres groupements intercommunaux.
Sur le plan administratif, elle est rattachée à l'arrondissement de Narbonne, au département de l'Aude, en tant que circonscription administrative de l'État, et à la région Occitanie.
Sur le plan électoral, elle dépend du canton du Sud-Minervois pour l'élection des conseillers départementaux, depuis le redécoupage cantonal de 2014 entré en vigueur en 2015, et de la première circonscription de l'Aude  pour les élections législatives, depuis le redécoupage électoral de 1986.

### Liste des maires
| Période                                  | Période                  | Identité          | Étiquette | Qualité                                                |
| ---------------------------------------- | ------------------------ | ----------------- | --------- | ------------------------------------------------------ |
| 1965                                     | 1984 (décès)             | Michel Bernard    | PS        | Conseiller général du canton de Ginestas (1960 → 1984) |
| 1984                                     | mars 1989                | Michel Michelis   | PS        |                                                        |
| mars 1989                                | mars 2014                | Christian Rouzaud | PS        |                                                        |
| septembre 2014                           | octobre 2020 (démission) | Gilles Laur       | DVD       | Cadre bancaire                                         |
| octobre 2020                             | En cours                 | Gérard Leteissier |           | Retraité de l'Éducation nationale, ancien 1er adjoint  |
| Les données manquantes sont à compléter. |                          |                   |           |                                                        |

## Population et société

### Démographie
| 1793 | 1800 | 1806 | 1821 | 1831 | 1836 | 1841 | 1846 | 1851 |
| ---- | ---- | ---- | ---- | ---- | ---- | ---- | ---- | ---- |
| 578  | 475  | 608  | 833  | 760  | 810  | 808  | 828  | 778  |

| 1856 | 1861 | 1866 | 1872  | 1876  | 1881  | 1886  | 1891  | 1896  |
| ---- | ---- | ---- | ----- | ----- | ----- | ----- | ----- | ----- |
| 810  | 851  | 922  | 1 019 | 1 205 | 1 590 | 1 258 | 1 410 | 1 422 |

| 1901  | 1906  | 1911  | 1921  | 1926  | 1931  | 1936  | 1946  | 1954  |
| ----- | ----- | ----- | ----- | ----- | ----- | ----- | ----- | ----- |
| 1 425 | 1 300 | 1 245 | 1 188 | 1 211 | 1 118 | 1 147 | 1 102 | 1 123 |

| 1962  | 1968  | 1975  | 1982  | 1990  | 1999  | 2006  | 2011  | 2016  |
| ----- | ----- | ----- | ----- | ----- | ----- | ----- | ----- | ----- |
| 1 159 | 1 133 | 1 118 | 1 218 | 1 233 | 1 237 | 1 519 | 1 934 | 2 111 |

| 2021  | 2022  | - | - | - | - | - | - | - |
| ----- | ----- | - | - | - | - | - | - | - |
| 2 142 | 2 128 | - | - | - | - | - | - | - |

### Enseignement
La commune d'Argeliers dispose d'une école maternelle et d'une école primaire, dans la continuité avec le collège Marcelin-Albert de Saint-Nazaire d'Aude.

### Sports
Argeliers fait partie avec 5 autres villages du club de rugby G.A.O.B.S. Argeliers tient une équipe senior le Bassin sud Minervois avec des sections de plus jeunes les cadets et juniors.

## Économie

### Revenus
En 2018 (données Insee publiées en septembre 2021), la commune compte 824 ménages fiscaux, regroupant 1 917 personnes. La médiane du revenu disponible par unité de consommation est de 19 850 € (19 240 € dans le département).

### Emploi
| Division       | 2008   | 2013   | 2018   |
| -------------- | ------ | ------ | ------ |
| Commune        | 10,2 % | 10,7 % | 12,6 % |
| Département    | 10,2 % | 12,8 % | 12,6 % |
| France entière | 8,3 %  | 10 %   | 10 %   |

En 2018, la population âgée de 15 à 64 ans s'élève à 1 251 personnes, parmi lesquelles on compte 71,1 % d'actifs (58,5 % ayant un emploi et 12,6 % de chômeurs) et 28,9 % d'inactifs,. Depuis 2008, le taux de chômage communal (au sens du recensement) des 15-64 ans est supérieur à celui de la France et du département.
La commune fait partie de la couronne de l'aire d'attraction de Narbonne, du fait qu'au moins 15 % des actifs travaillent dans le pôle,. Elle compte 280 emplois en 2018, contre 235 en 2013 et 217 en 2008. Le nombre d'actifs ayant un emploi résidant dans la commune est de 737, soit un indicateur de concentration d'emploi de 38 % et un taux d'activité parmi les 15 ans ou plus de 51 %.
Sur ces 737 actifs de 15 ans ou plus ayant un emploi, 192 travaillent dans la commune, soit 26 % des habitants. Pour se rendre au travail, 87,9 % des habitants utilisent un véhicule personnel ou de fonction à quatre roues, 0,8 % les transports en commun, 7,3 % s'y rendent en deux-roues, à vélo ou à pied et 4 % n'ont pas besoin de transport (travail au domicile).

### Activités hors agriculture

#### Secteurs d'activités
165 établissements sont implantés à Argeliers au 31 décembre 2019. Le tableau ci-dessous en détaille le nombre par secteur d'activité et compare les ratios avec ceux du département,.
| Secteur d'activité                                                                                        | Commune | Commune | Département |
| Secteur d'activité                                                                                        | Nombre  | %       | %           |
| --- | ------- | ------- | ----------- |
| Ensemble                                                                                                  | 165     | 100 %   | (100 %)     |
| Industrie manufacturière, industries extractives et autres                                                | 16      | 9,7 %   | (8,8 %)     |
| Construction                                                                                              | 40      | 24,2 %  | (14 %)      |
| Commerce de gros et de détail, transports, hébergement et restauration                                    | 45      | 27,3 %  | (32,3 %)    |
| Information et communication                                                                              | 4       | 2,4 %   | (1,6 %)     |
| Activités financières et d'assurance                                                                      | 2       | 1,2 %   | (2,7 %)     |
| Activités immobilières                                                                                    | 9       | 5,5 %   | (5,2 %)     |
| Activités spécialisées, scientifiques et techniques et activités de services administratifs et de soutien | 18      | 10,9 %  | (13,3 %)    |
| Administration publique, enseignement, santé humaine et action sociale                                    | 15      | 9,1 %   | (13,2 %)    |
| Autres activités de services                                                                              | 16      | 9,7 %   | (8,8 %)     |

Le secteur du commerce de gros et de détail, des transports, de l'hébergement et de la restauration est prépondérant sur la commune puisqu'il représente 27,3 % du nombre total d'établissements de la commune (45 sur les 165 entreprises implantées  à Argeliers), contre 32,3 % au niveau départemental.

#### Entreprises
Les cinq entreprises ayant leur siège social sur le territoire communal qui génèrent le plus de chiffre d'affaires en 2020 sont : 
- Ardenty, supermarchés (7 291 k€)
- TFM Jean-Pierre, transports routiers de fret de proximité (1 412 k€)
- EURL Les Vignerons d'Argeliers, commerce de détail de boissons en magasin spécialisé (298 k€)
- Mayssy, gestion de fonds (225 k€)
- Sat 11, commerce de détail d'appareils électroménagers en magasin spécialisé (205 k€)

### Agriculture
La commune fait partie de la petite région agricole dénommée « Narbonnais ». En 2010, l'orientation technico-économique de l'agriculture  sur la commune est la viticulture (appellation et autre).
|                                   | 1988  | 2000 | 2010 |
| --------------------------------- | ----- | ---- | ---- |
| Exploitations                     | 123   | 85   | 84   |
| Superficie agricole utilisée (ha) | 1 072 | 986  | 736  |

Le nombre d'exploitations agricoles en activité et ayant leur siège dans la commune est passé de 123 lors du recensement agricole de 1988 à 85 en 2000 puis à 84 en 2010, soit une baisse de 32 % en 22 ans. Le même mouvement est observé à l'échelle du département qui a perdu pendant cette période 52 % de ses exploitations. La surface agricole utilisée sur la commune a également diminué, passant de 1 072 ha en 1988 à 736 ha en 2010. Parallèlement la surface agricole utilisée moyenne reste stable à 9 ha.

## Culture locale et patrimoine

### Lieux et monuments

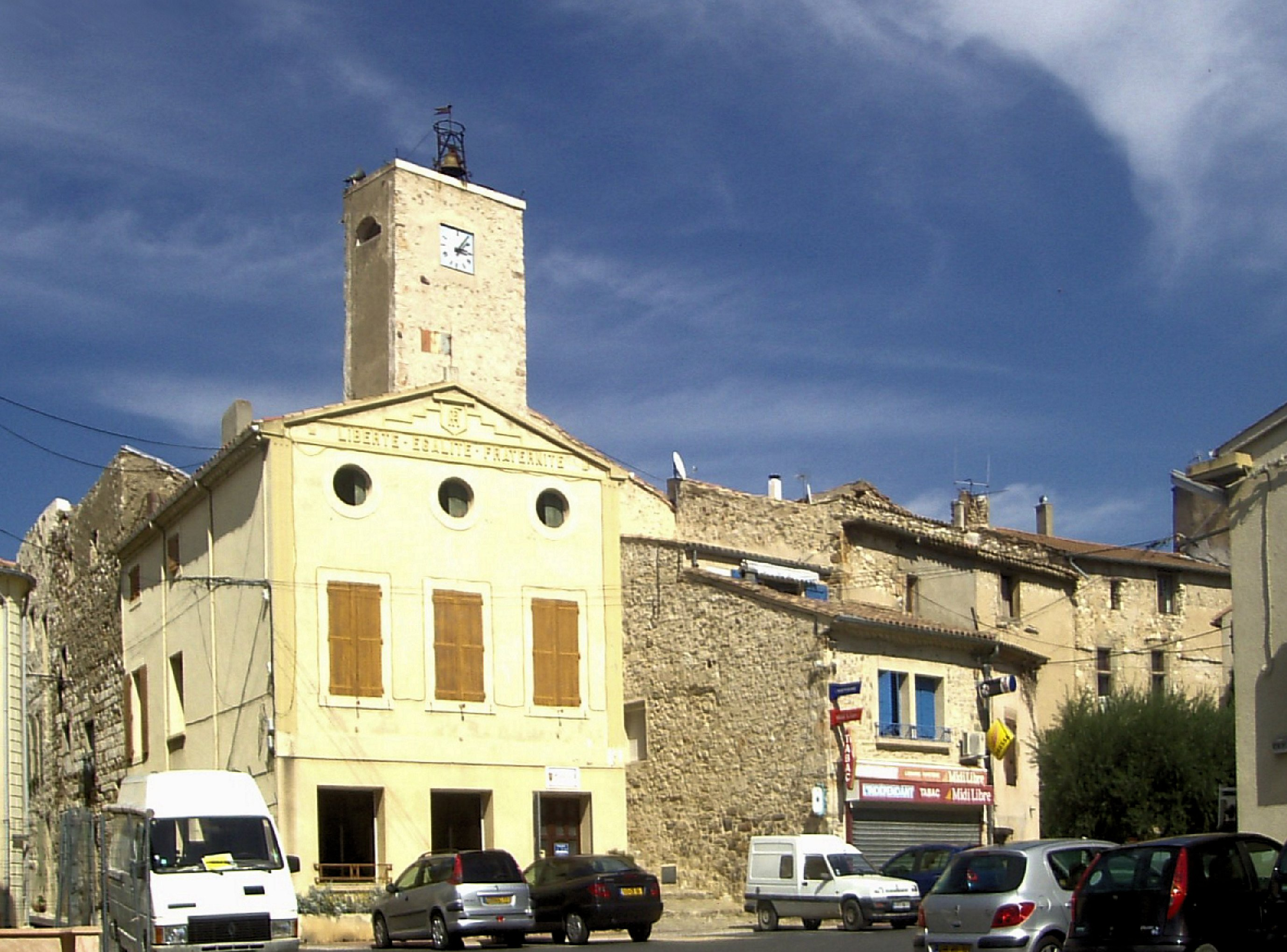
La place de la Mairie.

- Château d'Argeliers, château classé aux monuments historiques en 1951[44].
- Église Saint-Vincent d'Argeliers.

### Personnalités liées à la commune
- Jean-Louis Gouttes (1739-1794) : curé d'Argeliers, est élu député du clergé de la sénéchaussée de Béziers aux États généraux de 1789.
- Michel Azéma, (1752-1827), homme politique de la Révolution française est né et mort à Argeliers.
- Marcelin Albert (1851-1921), meneur de la révolte des vignerons du Midi en 1907, est né et mort à Argeliers.
- Élie Bernard (?-1935), autre leader avec Richard et Cathala de la révolte des vignerons du Languedoc en 1907 au départ d'Argeliers, emprisonné à la prison de Béziers avec le docteur Ernest Ferroul, député-maire de Narbonne, Richard et Cathala, il fut nommé directeur du journal syndical l'Action viticole puis secrétaire général de la Confédération générale des vignerons et meurt en 1935[45].
- Étienne Bonnes (1894-1941), international de rugby à XV est né à Argeliers.
- Léon Cordes (1913-1987), écrivain, dirigea une troupe de théâtre à Argeliers.

### Héraldique
| Blason de Argeliers | Blason  | D'azur au pal fuselé d'argent et de sinople.     |
| Blason de Argeliers | Détails | Le statut officiel du blason reste à déterminer. |